# 죽지않는 인간들의 밤
《죽지 않는 인간들의 밤》은 2020년에 개봉한 대한민국의 영화이다.

## 캐스팅
- 이정현 : 소희 역
- 김성오 : 만길 역
- 서영희 : 세라 역
- 양동근 : 닥터 장 역
- 이미도 : 양선 역
- 장명갑 : 요원 A 역
- 신민재 : 요원 B 역
- 문서준 : 요원 C 역
- 백승철 : 만길친구 승철 역
- 이태규 : 만길친구 태규 역
- 진현광 : 만길친구 현광 역
- 김서원 : 만길친구 서원 역
- 김기천 : 약방영감 역
- 주보비 : 소희동창 경희 역
- 배영란 : 소희동창 영란 역
- 오진영 : 소희동창 진영 역
- 홍민수 : 경찰 1 역
- 류경환 : 경찰 2 역
- 전성원 : 경찰 3 역
- 옥수분 : 여비서 역
- 임채선 : 주유소사장 역
- 문영동 : 반장 장래군 형사 역
- 강덕중 : 의사 역
- 손소영 : 간호사 역
- 이신기 : 종업원 역
- 강다빈 : 오프닝알몸언브레이커블 역
- 황동욱 : 뚝배기형님 역
- 이승욱 : 조감독 역
- 박연수 : 헬스녀 역
- 최주영 : 97년생 여자 역
- 오재균 : 본부장 역
- 배틀 파울 티모시 : 죤슨박사 역
- 에이미 알레하 타미코 하야시 : 죠앤박사 역
- 키너 게리 미카엘 : 에이전트죠지 역
- 임다영 : 폴댄서 역
- 임지민 : 클럽여자 역
- 김주하 : 키스여자 역
- 김채원 : 한의원여자 역
- 우서라 : 네일샵여자 역
- 최유리 : 바텐더 역
- 김진걸 : 웨이터 역
- 김광섭 : 배달원 역
- 신마린 : 초딩 1 역
- 김명래 : 초딩 2 역
- 전상배 : 문신남 1 역
- 박성수 : 문신남 2 역
- 김상윤 : 골프남 역
- 임재홍 : 관현악단 피아노 역
- 김지현 : 관현악단 첼로 역
- 이승구 : 관현악단 비올라 역
- 김성수 : 클럽기도역
- 김재형 : 스탬프남 역
- 이재호 : 데이트남 역
- 오윤수 : 데이트녀 역
- 황보라 : 만길아내 1 역
- 김연경 : 만길아내 2 역
- 성민아 : 만길아내 3 역
- 이장섭 : 미스터리연구소 손님 역
- 유하나 : 소희대역
- 이준 : 만길대역
- 김현이 : 세라대역
- 이유진 : 양선대역
- 김승준 : 요원A대역 1
- 김병오 : 요원A대역 2
- 박경모 : 요원들 역
- 이재웅 : 요원들 역
- 송지민 : 요원들 역
- 이동민 : 요원들 역
- 정성훈 : 요원들 역
- 전제혁 : 요원들 역
- 김경우 : 요원들 역
- 조민교 : 요원들 역
- 신중혁 : 요원들 역
- 김원중 : 요원들 역
- 우영택 : 요원들 역
- 박현선 : 요원들 역
- 문광식 : 요원들 역
- 전종석 : 요원들 역
- 이얀 : 요원들 역
- 정윤민 : 톱스타 역
- 장유 : 톱스타 역

## 같이 보기
- 2020년 대한민국의 영화 목록